# پیشاهورن
پیشاهورن (به لاتین: Pischahorn) یک کوه در سوئیس است که در کانتون گراوبوندن واقع شده‌است. پیشاهورن ۲٬۹۸۰ متر بالاتر از سطح دریا واقع شده‌است.